# Allgame
Allgame (ранее All Game Guide) — коммерческая информационная база данных компьютерных игр для различных платформ (персональные компьютеры, игровые приставки, портативные игровые устройства). Allgame принадлежит All Media Network, наряду с Allmusic и Allmovie.
Сайты Allmusic, Allmovie и Allgame были проданы в июле 2013 года предыдущим владельцем Rovi компании All Media Network.
12 декабря 2014 года сайт Allgame был закрыт.